# Liste der Mitglieder des Althing 2021
Diese Liste der Abgeordneten im Althing listet die Abgeordneten des isländischen Parlaments Althing direkt nach der Parlamentswahl vom 25. September 2021 auf.
Von den 63 Mandaten entfielen 16 auf die Unabhängigkeitspartei, 13 auf die Fortschrittspartei, 8 auf die Links-Grüne Bewegung, je 6 auf die Allianz, Flokkur fólksins und die Píratar (Piratenpartei), 5 auf Viðreisn und 3 auf die Zentrumspartei. Damit sind dieselben acht Parteien im Althing vertreten wie seit der Wahl 2017. 26 Abgeordnete zogen neu ins Althing ein, wobei zehn der Neugewählten schon in früheren Wahlperioden dem Althing angehörten oder Ersatzleute waren. Unmittelbar nach der Wahl wechselte Birgir Þórarinsson, der für die Zentrumspartei gewählt worden war, zur Unabhängigkeitspartei, was zu einer entsprechenden Sitzverschiebung geführt hat.
| Name                                      | Fraktion              | Kommentar |
| ----------------------------------------- | --------------------- | --- |
| Andrés Ingi Jónsson                       | Píratar               | |
| Arndís Anna Kristínardóttir Gunnarsdóttir | Píratar               | |
| Ágúst Bjarni Garðarsson                   | Fortschrittspartei    | |
| Áslaug Arna Sigurbjörnsdóttir             | Unabhängigkeitspartei | Ministerin für Hochschulbildung, Industrie und Innovation |
| Ásmundur Einar Daðason                    | Fortschrittspartei    | Minister für Bildungs- und Kinderbelange |
| Ásmundur Friðriksson                      | Unabhängigkeitspartei | |
| Ásthildur Lóa Þórsdóttir                  | Flokkur fólksins      | |
| Berglind Ósk Guðmundsdóttir               | Unabhängigkeitspartei | |
| Bergþór Ólason                            | Zentrumspartei        | |
| Birgir Ármannsson                         | Unabhängigkeitspartei | |
| Birgir Þórarinsson                        | Unabhängigkeitspartei | Gewählt als Kandidat der Zentrumspartei, Parteiwechsel nach der Wahl |
| Bjarkey Olsen Gunnarsdóttir               | Links-Grüne Bewegung  | Seit 9. April 2024 Ministerin für Ernährung |
| Bjarni Benediktsson                       | Unabhängigkeitspartei | Parteivorsitzender der Unabhängigkeitspartei, vom 30. November 2017 bis 10. Oktober 2023 Finanzminister, seit 14. Oktober 2023 Minister für Auswärtiges, seit 9. April 2024 Premierminister                                                                        |
| Bjarni Jónsson                            | Links-Grüne Bewegung  | |
| Björn Leví Gunnarsson                     | Píratar               | |
| Bryndís Haraldsdóttir                     | Unabhängigkeitspartei | |
| Diljá Mist Einarsdóttir                   | Unabhängigkeitspartei | |
| Eyjólfur Ármannsson                       | Flokkur fólksins      | |
| Gísli Rafn Ólafsson                       | Píratar               | |
| Guðbrandur Einarsson                      | Viðreisn              | |
| Guðlaugur Þór Þórðarson                   | Unabhängigkeitspartei | Minister für Umwelt, Energie und Klima |
| Guðmundur Ingi Guðbrandsson               | Links-Grüne Bewegung  | Minister für Soziales und Arbeitsmarkt |
| Guðmundur Ingi Kristinsson                | Flokkur fólksins      | |
| Guðrún Hafsteinsdóttir                    | Unabhängigkeitspartei | Seit 19. Juni 2023 Justizministerin |
| Hafdís Hrönn Hafsteinsdóttir              | Fortschrittspartei    | |
| Halla Signý Kristjánsdóttir               | Fortschrittspartei    | |
| Halldóra Mogensen                         | Píratar               | |
| Hanna Katrín Friðriksson                  | Viðreisn              | |
| Haraldur Benediktsson                     | Unabhängigkeitspartei | |
| Helga Vala Helgadóttir                    | Allianz               | Zurückgetreten im September 2023, Nachfolgerin Dagbjört Hákonardóttir |
| Hildur Sverrisdóttir                      | Unabhängigkeitspartei | |
| Inga Sæland                               | Flokkur fólksins      | Parteivorsitzende der Flokkur fólksins |
| Ingibjörg Ólöf Isaksen                    | Fortschrittspartei    | |
| Jakob Frímann Magnússon                   | Flokkur fólksins      | |
| Jódís Skúladóttir                         | Links-Grüne Bewegung  | |
| Jóhann Friðrik Friðriksson                | Fortschrittspartei    | |
| Jóhann Páll Jóhannsson                    | Allianz               | |
| Jón Gunnarsson                            | Unabhängigkeitspartei | Vom 28. November 2021 bis 18. Juni 2023 Justizminister |
| Katrín Jakobsdóttir                       | Links-Grüne Bewegung  | Parteivorsitzende der Links-Grünen Bewegung, seit 30. November 2017 Premierministerin. Von diesen Ämtern und als Abgeordnete im April 2024 zurückgetreten, um bei der Präsidentschaftswahl 2024 anzutreten; Nachfolgerin als Abgeordnete war Eva Dögg Davíðsdóttir |
| Kristrún Frostadóttir                     | Allianz               | Seit 2022 Parteivorsitzende der Allianz |
| Lilja Dögg Alfreðsdóttir                  | Fortschrittspartei    | Ministerin für Handel und Kultur |
| Lilja Rannveig Sigurgeirsdóttir           | Fortschrittspartei    | |
| Líneik Anna Sævarsdóttir                  | Fortschrittspartei    | |
| Logi Már Einarsson                        | Allianz               | Bis 2022 Parteivorsitzender der Allianz, seither Fraktionsvorsitzender |
| Njáll Trausti Friðbertsson                | Unabhängigkeitspartei | |
| Oddný G. Harðardóttir                     | Allianz               | |
| Orri Páll Jóhannsson                      | Links-Grüne Bewegung  | |
| Óli Björn Kárason                         | Unabhängigkeitspartei | |
| Sigmar Guðmundsson                        | Viðreisn              | |
| Sigmundur Davíð Gunnlaugsson              | Zentrumspartei        | Parteivorsitzender der Zentrumspartei |
| Sigurður Ingi Jóhannsson                  | Fortschrittspartei    | Parteivorsitzender der Fortschrittspartei, seit 28. November 2021 Minister für Infrastruktur, danach seit 9. April 2024 Finanz- und Wirtschaftsminister |
| Stefán Vagn Stefánsson                    | Fortschrittspartei    | |
| Steinunn Þóra Árnadóttir                  | Links-Grüne Bewegung  | |
| Svandís Svavarsdóttir                     | Links-Grüne Bewegung  | Seit 1. Februar 2022 Ministerin für Ernährung, danach seit 9. April 2024 Ministerin für Infrastruktur |
| Tómas A. Tómasson                         | Flokkur fólksins      | |
| Vilhjálmur Árnason                        | Unabhängigkeitspartei | |
| Willum Þór Þórsson                        | Fortschrittspartei    | Gesundheitsminister |
| Þorbjörg Sigríður Gunnlaugsdóttir         | Viðreisn              | |
| Þorgerður Katrín Gunnarsdóttir            | Viðreisn              | Parteivorsitzende von Viðreisn |
| Þórarinn Ingi Pétursson                   | Fortschrittspartei    | |
| Þórdís Kolbrún R. Gylfadóttir             | Unabhängigkeitspartei | Vom 28. November 2021 bis 14. Oktober 2023 Ministerin für Auswärtiges, seither Finanz- und Wirtschaftsministerin, danach seit 9. April 2024 wieder Ministerin für Auswärtiges                                                                                      |
| Þórhildur Sunna Ævarsdóttir               | Píratar               | |
| Þórunn Sveinbjarnardóttir                 | Allianz               | |